# Bronisław Ziemięcki
Bronisław Ziemięcki (ur. 27 stycznia 1885 w Wilnie, zm. 22 lutego 1944 w Warszawie) – polski polityk, poseł na Sejm I kadencji w II RP, prezydent miasta Łodzi, zastępca członka Rady Obrony Państwa w 1920 roku.

## Życiorys
Z pochodzenia szlachcic, rodzina posługiwała się herbem Nieczuja. Ukończył gimnazjum w Mińsku Litewskim oraz studia na Politechnice Lwowskiej oraz Wyższej Szkole Technicznej w Moskwie. Brał czynny udział w rewolucji 1905 roku w Rosji. W 1915 aresztowany w Warszawie i otrzymał nakaz wyjazdu do Rosji. Następnie ukrywał się przed władzami rosyjskimi. Był członkiem POW. Za działalność w PPS więziony w Szczypiornie i w Havelbergu. Pracował w Departamencie pracy Rady Regencyjnej.
Przewodniczył warszawskiemu Okręgowemu Komitetowi Robotniczemu PPS. Od 1916 członek Centralnego Komitetu Robotniczego PPS. Był członkiem Komisji Realizacyjnej Tymczasowej Rady Stanu. Od 1917 reprezentował PPS w Komisji Porozumiewawczej Stronnictw Demokratycznych. 
Od 7 listopada do 16 listopada 1918 był ministrem przemysłu Tymczasowego Rządu Ludowego Republiki Polskiej, zaś od 17 listopada 1918 do 16 stycznia 1919 ministrem pracy i opieki społecznej w rządzie Jędrzeja Moraczewskiego.
W 1920 był zastępcą członka Rady Obrony Państwa.
W wyborach w 1919 i 1922 uzyskał mandat posła do Sejmu Rzeczypospolitej z ramienia PPS. W 1919 współprzewodniczący zjednoczonej z trzech zaborów PPS. Od 1921 przewodniczący Centralnego Komitetu Wykonawczego PPS.
Od 20 listopada 1925 do 20 kwietnia 1926 był ministrem pracy i opieki społecznej w gabinecie Aleksandra Skrzyńskiego (wspólnie z Norbertem Barlickim podał się do dymisji). Dymisja ministrów z PPS spowodowała upadek rządu Skrzyńskiego i otworzyła drogę do sformowania rządu Wincentego Witosa.

### Prezydent Łodzi
W październiku 1927 z ramienia PPS wszedł do łódzkiej Rady Miejskiej. Od 24 listopada 1927 do 12 lipca 1933 był prezydentem Łodzi. Za kadencji Ziemięckiego w Łodzi zaczęto budować osiedle mieszkaniowe im. Montwiłła-Mireckiego (starając się w ten sposób rozwiązać problemy mieszkaniowe ówczesnej Łodzi). W 1928 uruchomiono filię Wolnej Wszechnicy Polskiej. W 1930 został otwarty Szpital Kasy Chorych im. Mościckiego mieszczący się przy ówczesnej ul. Zagajnikowej (obecnie szpital im. Barlickiego przy ul. Kopcińskiego 22), a także wybudowaną ze składek łodzian lecznicę Kasy Chorych przy ul. Łagiewnickiej 34/36 (później szpital im. Heleny Wolf). Oddano także do użytku budynek Sądu Okręgowego (budowany w latach 1927–1930) przy placu Dąbrowskiego oraz budynek Izby Skarbowej przy al. Kościuszki 83. Za jego kadencji wyłożono asfaltem ulicę Piotrkowską i Plac Wolności, gdzie w 1930 stanął pomnik Tadeusza Kościuszki, a także zakończono budowę i urządzanie parku na Zdrowiu. Za czasów jego rządów w wybudowano także 12 km torów tramwajowych, 50 km nowych ulic i oświetlono 120 km ulic. W 1933 r. zorganizował Komitet Pomocy Strajkującym włókniarzom, który zebrał 100 tys. zł, które pozwoliły robotnikom przetrwać najtrudniejsze momenty i wygrać spór z fabrykantami. Ponoć właściciele fabryk nie mogli tego Ziemięckiemu darować.
Prezydenturę Ziemięckiego  zakończył powszechny kryzys gospodarczy, który zbiegł się z kosztownymi inwestycjami prowadzonymi w Łodzi. Zadłużenie miasta przekroczyło 50 mln zł, znacząco wzrosła liczba pracowników magistratu (na 1,7 tys. etatach w urzędzie pracowało 2,5 tys. ludzi, głównie członkowie PPS). To, a także wspomniany strajk włókniarzy, spowodowało konflikty w Radzie Miejskiej, co doprowadziło  do rozwiązania Rady przez Ministerstwo Spraw Wewnętrznych w lipcu 1933, a władzę  w Łodzi w osobie komisarza objął niedawny prezydent Wacław Wojewódzki.

Był wiceprezesem Związku Miast Polskich, członkiem rady nadzorczej Powszechnego Zakładu Ubezpieczeń Wzajemnych.
Po ustąpieniu ze stanowiska prezydenta Łodzi wrócił do Warszawy, gdzie został prezesem Powszechnego Zakładu Ubezpieczeń Wzajemnych.
W okresie wojny był członkiem PPS-WRN oraz od grudnia 1943 pełnił funkcję dyrektora Departamentu Robót Publicznych i Odbudowy w Delegaturze Rządu na Kraj.
Aresztowany 10 lutego 1944 przez Niemców, rozstrzelany w jednej z masowych egzekucji 22 lutego tego roku w ruinach warszawskiego getta.

## Odznaczenia
- Odznaka 10 Pułk Artylerii Polowej (1929)[4]